# 南海バス東山営業所
南海バス東山営業所（なんかいばすひがしやまえいぎょうしょ）は、大阪府堺市中区東山にある南海バスの営業所。最寄停留所は「東山車庫前」。

## 概要
堺市中区をはじめとする、堺市7区をカバーする。南海バスのうち唯一堺市以外に路線を持たない（北野田・鳳線の特記事項も参照のこと）。南海ウイングバス金岡支社に管理委託している。
「野遠北野田線」、「北野田・鳳線」、「堺市立総合医療センター線」では乗り継ぎ運賃制度が導入されている。これにより、かつて直通のバスがあった停留所間で、系統分割による運賃増が起きないようにしている。
1964年6月1日開設。当営業所が開設されたのは1960年代に堺市内において団地造成が相次ぎ、これに伴い車両数が増加したことによる措置であった。
2013年9月1日より金岡車庫の廃止により、一部路線が金岡車庫と堺営業所から移管された。また、南海ウイングバス金岡の自社路線であった「中もず・平尾線」は2022年4月1日に南海バス東山営業所に移管された。

## 沿革
- 1964年6月1日：南海電鉄バス東山営業所として開設[1]。
- 2001年10月1日：南海電鉄から南海バスに移管される。
- 2002年11月25日：中もず駅前停留所を北口ターミナル内に移設[3]。
- 2003年5月31日：中もず駅南口ロータリーが整備され、堺東・泉ヶ丘線（中もず駅前発着便）が北口発着から南口発着に変更される[4]。
- 2013年9月1日
  - 金岡車庫廃止により、一部路線を堺営業所と金岡車庫から引き継ぐ。
  - 南海ウイングバス金岡が金岡車庫から南海バス東山営業所に所在地を移す[5]。
- 2014年4月1日：PiTaPaおよび交通系ICカード全国相互利用サービスに対応[6]。
- 2016年10月1日：南海バスのICカード「なっち」を導入[7]。
- 2019年9月23日
  - 鳳駅前バスターミナルの完成に伴い乗り入れを開始、西区役所前バスロータリーは閉鎖された（代替に大阪和泉泉南線付近にバス停留所を設置。跡地には来庁者用駐車場を整備）。
  - 「鳳駅前」であった停留所は「西堺警察署前」に改称された。
- 2020年3月1日：系統番号を変更。東山営業所には100番台が割り振られる。ただし近鉄バスと共同運行の北野田・多治井線を除く[8][9]。
- 2022年4月1日：南海ウイングバス金岡が南海ウイングバス南部に吸収されることを受け、南海ウイングバス金岡の自社路線である中もず・平尾線を南海バス東山営業所に移管[10]。

## 現行路線
途中の停留所から発車する区間便については、一部を除き省略している。

### 田園線
堺東駅前から府道30号線沿いに南西へ向かい、大仙中町（旧・工業学校前）停留所で南東へ方向転換してもず駅前から東百舌鳥地区・西陶器地区を経由し、大阪狭山市との境界近くとなるあみだ池へ向かう路線。沿線には大仙公園や百舌鳥八幡宮、仁徳天皇陵、土塔（国指定史跡）がある。
堺東駅前では2番のりばから、深井駅では堺東駅前行きが1・あみだ池行きが2番のりば（いずれも東側）から発車。
- 140系統：堺東駅前 - 大仙中町 - もず駅前 - もず八幡前 - 土師 - 土塔 - 深井駅 - 東山 - 田園（たぞの） - 辻之 - あみだ池
- 141系統：深井駅 - 東山 - 田園 - 辻之 - あみだ池
  - 朝夕のみの運行。

基本的には140系統が運転され、間隔は一部時間帯を除き概ね1時間毎である。但し、深井駅 - 田園の区間は125系統も運行され、これを含めると概ね20 - 40分毎の運行となる。堺東駅前 - 大仙中町の区間と東山の間は、140系統のほか、堺東・泉ヶ丘線（103系統）の利用も可能ではあるが、公式サイト内の東山営業所管内運賃表でも紹介している通り、該当区間の運賃はそれぞれで異なる。
開設当初は深井駅へは乗り入れず、深井東町から直接畑山に向かっていた。また、一時期は中もず駅前 - 東山の系統もあった。
深井駅前に中支所（現・中区役所）が開設されたことを受け、1992年4月1日改正で5系統（堺東駅前 - 深井駅）と41系統（深井駅 - あみだ池）の2つの系統に分割された。また、中もず駅前発着系統は廃止された。
2003年10月1日に特5系統が市立堺病院の利用者利便を図るため一条通 - 工業学校前のルートを変更する形で（賑町を経由しない）開設された。2014年9月1日には5系統と41系統を統合した40系統（堺東駅前 - 深井駅 - あみだ池）が新設され、またそれに伴い、特5系統をあみだ池へ延伸する形で特40系統が開設された。2015年12月5日のダイヤ改正で特5・特40系統は廃止され、賑町経由の5・40系統に集約された。
2017年8月26日のダイヤ改正までは堺東駅前発の便は全てあみだ池までの直通運転となり、深井駅での乗継運賃制度は廃止された。2020年3月1日の系統番号変更で5・40・41系統は105・140・141系統となった。2024年1月20日の改正で同区間の終発の繰り上げにより、深井駅発堺東駅前行きの105系統の運行を取りやめたことにより、堺東駅前発着はすべてがあみだ池発着となった。

### 東山・泉ヶ丘線
泉ヶ丘駅の北側から北上し、西陶器地区を経由して深井駅または東山営業所に至る路線である。泉ヶ丘駅では北側4番のりばから、深井駅では東2番のりばから発車。
- 125系統：泉ヶ丘駅 - 田園 - 東山 - 深井駅
- 125系統：東山車庫前 → 東山 → 田園 → 泉ヶ丘駅
  - 朝のみの運行。
- 125C系統：泉ヶ丘駅 → 田園 → 東山 → 東山車庫前
  - 夜のみの運行。

基本的には125系統が運転され、運転間隔は一部時間帯を除き概ね1時間毎である。但し、田園 - 深井駅の区間は田園線140系統・141系統も運行され、これを含めると概ね20 - 40分毎の運行となる。
当初は25系統（泉ヶ丘駅 - 東山車庫前）のみが運行されていた。その後特25系統（泉ヶ丘駅 - 深井駅）が新設され、25系統は朝・夜のみの運行となった。2020年3月1日の系統番号変更で東山車庫前行きが125C系統、それ以外が125系統となった。

### 堺東・泉ヶ丘線
堺東駅前または中もず駅前から八田荘団地・伏尾方面へ向かう路線。

#### 堺東駅前発着便
堺東駅前からまずは南西へ向かい、途中から方向転換して南下し中深井・小阪地区を経由する系統である。塩穴通 - 向ヶ丘が別経路となり、103系統は上野芝駅前（東口）を経由するが、102系統は経由しない。
堺東駅前では10番のりばから、泉ヶ丘駅では北側1番のりばから発車。
- 102系統：堺東駅前 - 大仙中町 - 塩穴通 - 上野芝[注釈 3] - 向ヶ丘 - 八田荘団地 - 小阪 - 伏尾 - 宮山台中学校前 - 泉ヶ丘駅
- 102C系統：泉ヶ丘駅 → 宮山台中学校前 → 伏尾 → 小阪 → 八田荘団地
  - 土休日の最終便として1本のみ運行。
- 103系統：堺東駅前 - 大仙中町 - 塩穴通 - 南陵通四丁 - 上野芝駅前 - 向ヶ丘 - 八田荘団地 - 小阪 - 東山車庫前
  - 小阪停留所には2回連続で停車する[注釈 4]。

102・103系統を合わせた日中の運転間隔は30分毎である。両系統は基本的に交互に運行されているが、減便の影響で一方の系統が連続して運行されることもある。
かつては豊田・泉ヶ丘線として泉北営業所が運行していた。1996年4月1日の改編で名称を現在の堺東・泉ヶ丘線に変更し、2系統（堺東駅前 - 泉ヶ丘駅）、特2系統（堺東駅前 - 伏尾）、3系統（堺東駅前 - 東山車庫前）に再編された。
2005年 - 2006年の間に特2系統が廃止された。その後、最終便のみ特2系統（泉ヶ丘駅 → 八田荘団地）として運行されるようになった。2020年3月1日の系統番号変更で2・特2・3系統は102・102C・103系統となった。2023年12月16日改正で102C系統の運行を取りやめたが、2025年6月30日改正で再び設定されている。

#### 中百舌鳥駅前発着便
中もず駅前の南側から南西に向かい、北条停留所で上記堺東駅前発着便と合流する系統。中もず駅前 - 北条停留所付近では111系統と並行している。
中もず駅前では南口3番のりばから、深井駅では行き先に関わらず西4番のりばから発車。
- 151系統：中もず駅前 - もず八幡前 - 北条 - 八田荘団地 - 小阪 - 伏尾
- 151V系統：中もず駅前 - もず八幡前 - 北条 - 深井駅 - 八田荘団地 - 小阪 - 伏尾
- 152系統：中老人福祉センター → 小阪西町 → 小阪 → 八田荘団地 → 北条 → もず八幡前 → 中もず駅前
  - 中もず駅前行き1便のみ。
- 152V系統：中もず駅前 - もず八幡前 - 北条 - 八田荘団地 - 深井駅 - 八田荘団地 - 小阪 - 小阪西町 - 中老人福祉センター

両系統を合わせ平日日中は約1時間間隔、土休日日中は1-2時間間隔で運行する。うち4往復が中老人福祉センター発着である。また、日中の便は深井駅経由となる。
Osaka Metro御堂筋線のなかもず駅乗入れにあわせて設定された派生系統となる。当初は中もず駅前 - 八田荘団地（半数の便は折り返し） - 豊田南の区間で運行されたが、伏尾 - 豊田南の区間は廃止となり、伏尾までの運行となった。また当初中もず駅前停留所は中百舌鳥町三丁交差点北西付近にあった。2002年11月25日に北口ロータリー、2003年5月31日に現在の南口ロータリーへ移設している。また2000年代前半までは金岡車庫の担当だった。また、2006年7月24日改正まで52系統（中もず駅前 - 津久野駅前）も存在した。
2013年7月1日に堺市ふれあいバスの廃止に伴い52系統（中もず駅前 - 中老人福祉センター）が新設された。2015年12月5日改正で深井駅経由の特51・特52系統が新設された。2020年3月1日の系統番号変更で51・特51・52・特52系統は151・151V・152・152V系統となった。

### 堺東・鳳西町線
堺東駅前から国道26号を南西に進み、高石市との市境近くの鳳西町南まで向かう。
堺東駅前では2番のりばから発車。
- 113系統：堺東駅前 - 栄泰橋 - 石津神社前 - 浜寺元町 - 鳳西町南

平日・土休日とも、日中から夕方に5往復のみ運行されている。
かつては堺東 - 大仙中町 - 緑ヶ丘までの「13号線ルート」を経由して運行する路線の一つであった。「13号線」ルート経由時代は霞ヶ丘停留所手前で府道34号堺狭山線へと右折し、浜寺石津町東停留所にて現在のルートと同様のルートに合流した。この当時の名残として、廃止された神石小学校前停留所、神石北停留所、浜寺石津町東停留所（34号線沿いのもの、同停留所は26号線沿いに移転）付近の歩道沿いにバス用の停車場が設けられていることが確認できる。
市立堺病院前開業に伴い、1996年10月改正で堺営業所中回りの一部（こちらは従来のルートも残され、病院経由は当時空き番の4系統が充当された）と共に同病院経由の26号線ルートに変更された。
2013年9月1日に堺営業所から移管された。2020年3月1日の系統番号変更で13系統から113系統に変更された。
2016年3月1日のダイヤ改正以前は早朝から夜間まで概ね30分間隔だったが、同改正から平日朝ラッシュ以降概ね40分間隔に、2017年8月1日のダイヤ改正で1時間間隔、2020年4月1日のダイヤ改正では約70分間隔、2021年5月のダイヤ改正で土休日ダイヤでは約90分間隔、2024年1月20日のダイヤ改正で約2時間間隔と本数が削減され続け、2024年10月7日のダイヤ改正で日中から夕方のみの運行となった。

### 北野田・鳳線
北野田駅前から西に向かい、東山車庫前・深井駅東口・小阪・福泉地区を経て鳳駅前に至る路線である。富木付近ではわずかに高石市を走行するが、同市には停留所はない。
北野田駅前では2番のりば、深井駅では行き先に関わらず東2番のりばから、鳳駅前では5番のりばから発車。
- 170系統：北野田駅前 - 福町 - 東山車庫前 - 東山 - 深井駅 - 東山 - 小阪 - 福泉小学校前 - 富木 - 鳳駅前
  - 平日・土休日とも2往復の運行。
- 171系統：北野田駅前 - 福町 - 東山車庫前
  - 朝と夜のみ運行。
- 172系統：北野田駅前 - 福町 - 東山車庫前 - 東山 - 深井駅
  - 現在の実質的な主力系統。

170系統と172系統を合わせて北野田駅 - 深井駅間は一部の時間帯を除き概ね30分毎の運行となる。深井駅 - 鳳駅前間は本数が少なく、2025年6月30日のダイヤ改正時点で平日・土曜・休日共に午前中と夕方の2往復となっている。
170系統は鳳駅前で112系統と接続し、一部の停留所発着の場合を除き、運賃も通算される。
かつては北野田・浜寺線として浜寺公園駅前通まで運行されていた。深井駅前に中支所（現・中区役所）が開設されたことを受け、1992年4月1日改正で深井駅発着便が設定された。
西支所（現・西区役所）開設に伴う路線再編成により、1996年4月1日改正で北野田駅前 - 鳳・西支所前と鳳・西支所前 - 石津川駅前（堺営業所91系統石津川・鳳線、現在の堺市立総合医療センター線112系統）に系統が分離された。これにより路線名が北野田・鳳線に変更され、70系統（北野田駅前 - 鳳・西支所前）、特70系統（東山車庫前 - 鳳・西支所前）、71系統（北野田駅前 - 東山車庫前）、72系統（北野田駅前 - 深井駅）の4つの系統となった。
2016年9月1日より、70系統が深井駅経由となった。合わせて、特70系統が廃止された。
2019年9月23日にJR鳳駅にバスターミナルがオープンしたのに伴い、旧鳳駅前（西堺警察署前に改称） - 鳳駅前 とルートが変わり、西区役所前へは行かなくなった。同時に112系統との乗り継ぎ指定停留所が西区役所前から鳳駅前に変更された。
2020年3月1日の系統番号変更で70・71・72系統は170・171・172系統となった。

### 堺市立総合医療センター線
中もず駅や石津川駅・鳳駅から堺市立総合医療センターへのアクセス路線。
- 111系統：中もず駅前 - 北条 - 堺市立総合医療センター前
  - 終日1時間に1本程度運行。
  - 以前廃止になった中もず駅前 - 津久野駅前系統を踏襲する。ただし、以前と異なり北条から西側は常盤浜寺線本線を走行し、津久野中学校前のみ停車する。津久野駅前へは乗り入れない。
  - 中もず駅前では南口3番のりばから発車。
- 112系統：石津川駅前 - 浜寺公園駅前通 - 大鳥神社前 - 鳳駅前 - 堺市立総合医療センター前
  - 終日1-2時間に1本程度運行。
  - 鳳駅前では行き先に関わらず2番のりばから発車。

沿線にある大鳥大社の参拝者安全確保の関係で正月3が日、だんじり祭りのルート確保等で10月第一日曜日（年度により第二となることがある）は全便運休となる。便によっては111系統と112系統を連続運行する。
2015年7月1日、堺市立堺病院が堺市立総合医療センターとなり、西区家原寺町に移転したことによる路線再編成によりM1系統（中もず駅前 - 堺市立総合医療センター前）、M2系統（石津川駅前 - 堺市立総合医療センター前）として運行を開始した。これに伴い並行する堺営業所91系統石津川・鳳線（石津川駅前 - 西区役所前）が廃止されている。
2019年9月23日にJR鳳駅にバスターミナルがオープンしたのに伴い、鳳駅前に全便が経由するようになり、これにともなって進行方向が西区役所前のバスロータリーで変わっていたのが鳳駅前バスターミナルで変わるようになり、西区役所前を2度経由するようになった。
2020年3月1日の系統番号変更でM1・M2系統は111・112系統となった。

### 津久野線
堺東駅や深井駅から堺市内各地を経由して津久野駅方面へ向かう路線。

#### 堺東駅前発着便
南陵通四丁までは堺東・泉ヶ丘線の103系統と同一ルートであるが上野芝駅前で同系統（東口付近に停車）と別れる。上野芝駅前停留所は堀上緑町一丁行きは西口付近、堺東駅前行きは西口から150m程離れた泉北一号線の側道にある。その後、津久野駅を経由、同駅の南東にある住宅地を循環し、同じルートで堺東駅前に戻る系統。
堺東駅前では11番のりばから、津久野駅前では堺東駅前行きが1番・堀上緑町一丁方面行きが2番のりばから発車。
- 118系統：堺東駅前 → 大仙中町 → 塩穴通 → 南陵通四丁 → 上野芝駅前 → 堺市立総合医療センター北 → 津久野駅前 → 堺市立総合医療センター東 → ＜循環：堀上緑町一丁 → 向ヶ丘第二団地前 → 堀上緑町一丁＞ → 堺市立総合医療センター東 → 津久野駅前 → 堺市立総合医療センター北 → 上野芝駅前 → 南陵通四丁 → 塩穴通 → 大仙中町 → 堺東駅前
- 118C系統：堺東駅前 → 大仙中町 → 塩穴通 → 南陵通四丁 → 上野芝駅前 → 堺市立総合医療センター北 → 津久野駅前 → 堺市立総合医療センター東 → ＜循環：堀上緑町一丁 → 向ヶ丘第二団地前 → 堀上緑町一丁＞ → 堺市立総合医療センター東 → 津久野駅前
  - 夜のみ運行。
- 118C系統：堺東駅前 → 大仙中町 → 塩穴通 → 南陵通四丁 → 上野芝駅前 → 堺市立総合医療センター北 → 津久野駅前 → 堺市立総合医療センター東 → 堀上緑町一丁 → 向ヶ丘第二団地前 → 堀上緑町一丁
  - 土休日の夜のみ運行。

日中は118系統が1時間毎の運行。
かつては18系統（堺東駅前 → 堀上緑町一丁 → 堺東駅前）、特18系統（津久野駅前 → 堀上緑町一丁 → 津久野駅前）、84系統（津久野駅前 - 東山車庫前）の3つの系統があった。18系統についてはもともと東山営業所の担当で1990年代に一旦堺営業所に移管されたが、2013年9月1日に東山営業所担当に戻されている。特18系統はのちに堀上緑町一丁止めのみとなっている。84系統は特18系統の出入庫系統として運行されていたが、2012年1月16日の変更で廃止された。
2020年3月1日の系統番号変更では、堀上緑町一丁経由堺東駅前行きが118系統、堀上緑町一丁止めが118C系統となった。
2024年10月7日のダイヤ改正で津久野駅前止めの系統が再び設定された。

#### 深井駅発着便
深井駅から西に向かい、途中から路地に入ったのち、毛穴（けな）南から北上し津久野駅に向かう系統。津久野駅前付近を除き、堺東駅前発着便とは異なる区間を走る。毛穴南 - 津久野駅前では泉北営業所212系統、233系統およびその派生系統と重複する。
日中は181V系統が概ね30分毎の運行となる。
深井駅では西3番のりばから発車。
- 181系統：深井駅 → 八田北町[注釈 8] → 鈴の宮団地センター → 毛穴南 → 平岡西口 → 津久野駅前
  - 深井駅発の朝・夕方以降の便のみ運行。津久野駅前発は運行されていない。
- 181V系統：深井駅 - 八田北町 - 鈴の宮団地センター - 毛穴南 - 平岡西口 - 堺市立総合医療センター前 - 津久野駅前
  - 津久野駅前発は沿道上に堺市立総合医療センター前停留所があるため全便この系統となる。深井駅発は日中のみ運行。
  - 津久野駅前では4番のりばから発車。

深井駅前に中支所（現・中区役所）が開設されたことを受け、1992年4月1日改正で従来の津久野駅前 → 鈴の宮団地 → 津久野駅前系統と津久野駅前 - 堀上 - 深井駅系統を統合し、81系統（深井駅 - 鈴の宮団地センター - 津久野駅前）として新設された。2015年7月1日改正で堺市立総合医療センター前を経由する特81系統が新設された。
2020年3月1日の系統番号変更で81・特81系統は181・181V系統となった。

### 北野田線
堺駅南口を起点に国道310号（西高野街道）を経由して北野田駅前まで運行されている。
堺駅南口では1番のりば、三国ヶ丘駅前・中もず駅前ではともに南側3番・4番のりば、北野田駅前では1番のりばから発車。
- 131系統：堺駅南口 - 宿院 - 安井町 - 三国ヶ丘駅前 - 中もず駅前 - 中もず駅前通 - 大野芝 - 西小学校前 - 大美野噴水前 - 北野田駅前
- 131C系統：北野田駅前 → 大美野噴水前 → 西小学校前 → 大野芝 → 中もず駅前通 → 中もず駅前
  - 土休日の北野田駅前発最終便のみ運行。
  - 2017年4月1日より運行開始。当時の系統番号は31-1。
- 132系統：堺駅南口 - 宿院 - 安井町 - 三国ヶ丘駅前 - 中もず駅前 - 中もず駅前通 - 大野芝 - 下出口 - 福町 - 大美野噴水前 - 北野田駅前
- 132C系統：堺駅南口 → 宿院 → 安井町 → 三国ヶ丘駅前 → 中もず駅前 → 中もず駅前通 → 大野芝 → 下出口
  - 平日の最終便のみ運行。
  - 2010年8月1日より運行開始。当時の系統番号は32-1。

日中は131・132系統合わせて約20分間隔（12・13時台発の便のみ30分間隔）の運行。途中、大の芝 - 大美野噴水前の区間は131系統（西小学校前経由便）と132系統（福町経由便）が交互に運行されている。
一条通停留所には大阪和泉泉南線（府道30号線）を挟み同一名停留所に2度停車する（堺駅南口寄りの停留所はフェニーチェ堺前にある）。
かつては北野田線31系統（堺駅南口 - 西小学校前 - 北野田駅前）と河内長野線32系統（堺駅南口 - 福町）として運行されていた。なお、河内長野線は元々は金剛駅前や河内長野駅前まで運行されていた。2006年3月12日改正で河内長野線32系統を福町から北野田駅前に延伸し、北野田線に統合した。
2008年3月30日に堺営業所から東山営業所に移管。2010年8月1日より中もず駅前へ乗り入れるようになった。また同改正で32-1系統（堺駅南口 → 下出口）が、2017年4月1日改正で31-1系統（北野田駅前 → 中もず駅前）が新設された。
2020年3月1日の系統番号変更で31・31-1・32・32-1系統は131・131C・132・132C系統となった。

### 北野田・多治井線
当路線は近鉄バス松原営業所との共同運行。こちらも参照。
北野田駅前と東区役所（萩原天神駅から200m）や美原区の多治井地区を結ぶ。始発便と最終便を除き、黒姫山古墳前から多治井地区を循環し、黒姫山古墳前から再び同じルートで北野田駅前に戻る。北野田駅前では3番のりばから発車。
- 39系統：北野田駅前 - 東区役所前 - 余部西口 - 黒姫山古墳前 - ＜循環：多治井北→大保＞
  - 基本系統。近鉄バス松原営業所の運行便と両社交互に運行する。多治井地区方面行の行先表示は「多治井循環」と表示される。

両社とも小型車での運行。両社の運行便を合わせると、終日にわたり概ね30分毎の運行である。
当路線では両社共通で使用可能な当路線専用の回数券が設定されている。
交通系ICカードや上記の専用回数券を除き、各社専用の回数券・カード類はそれぞれの会社の運行便でのみ使用可能。南海バスカードや「なっち」は近鉄バス運行便では使用不可。逆に近鉄バス回数カード（現在は利用を終了）も南海バス運行便では使用不可となっていた。全線フリー定期券およびPiTaPa登録型割引「全線フリープラン」は当路線では使用不可。
堺市の要請により2006年9月25日に開設された。2020年3月1日の系統番号変更は実施対象外。

### 野遠北野田線
地下鉄新金岡駅前（以下「新金岡駅前」と記述）から大阪中央環状線を東進、南に向きを変えて美原区・東区を経由する路線。
新金岡駅前では2番のりば、北野田駅前では3番のりばから発車。
- 145系統：地下鉄新金岡駅前 - 野遠（のとう） - 菩提 - 大饗 - 北余部 - 北野田駅前

小型車での運行。本数は平日4.5往復、土休日3.5往復と少なく、終発も早い。ただし新金岡駅前 - 大饗（おわい）の区間は後述の美原金岡線146系統と同一経路を運行しており、そちらは概ね30分に1本程度運行されている。
新金岡駅前停留所において、堺駅南口方面（野遠北野田線35・35V・36・36V系統）との乗り継ぎによる運賃合算制度（地下鉄新金岡駅前で乗継整理券を提示し、乗り継ぐ旨を告げ地下鉄新金岡駅前までの運賃を支払い、次に乗ったバスで乗継差額運賃を支払う方式）を導入している。新金岡駅前 - 大饗の区間では146系統も利用可能であるが、146系統の「太井」から先はこの制度の対象外である。また、これらの系統を乗り継ぐ目的で利用する場合、「北区役所前」を2度通ることとなるが、乗り継ぎ停留所は「地下鉄新金岡駅前」に限られる。なお、バス車内の路線図・料金表は営業所単位の作成となっており、路線図にはそれぞれ乗り継ぎ先となる路線の経路は掲載されず、料金表に通し区間の料金表が掲示され、「乗り継ぎ停留所　地下鉄新金岡駅前」と記載されている。
当初は堺駅南口始発であったが、その後新金岡駅前で系統分割された。かつては大美野噴水前までの運行便もあった（44系統、2015年12月5日のダイヤ改正で廃止）。2013年9月1日の金岡車庫廃止により新金岡駅前以東が東山営業所に移管された（新金岡駅前以西は堺営業所に移管）。
2020年3月1日の系統番号変更で45系統から145系統に変更された。

### 美原金岡線
新金岡駅前から大饗まで野遠北野田線145系統と同一経路を運行し、東に向きを変えて美原区役所前に向かう路線。
新金岡駅前でののりばも、145系統と同じ2番のりば。
- 146系統：地下鉄新金岡駅前 - 野遠 - 菩提 - 大饗 - 下黒山西 - 美原区役所前

小型車での運行。平日朝は20分毎、その他の時間帯は30分毎の運行である。当線も野遠北野田線35・35V・36・36V系統からの乗継ぎ運賃扱いを実施している（詳細は上記）。なお、美原区役所前 - 下黒山西間は近鉄バス46番河内松原駅 - さつき野東系統と並行しているが、運賃は同調していない。
旧美原町の堺市編入により、堺市の要請で2005年2月1日に運行を開始した。菩提までは野遠北野田線145系統と同一経路を運行しており実質同線の増発になった。2013年9月1日の金岡車庫廃止により東山営業所に移管された。
2020年3月1日の系統番号変更で46系統から146系統に変更された。

### 美原初芝線
美原区役所前 - 初芝駅前間を運行する路線。既存の中もず・平尾線よりも北側のルートを取り、美原区・東区のバス空白地を経由している。
初芝駅前では2番のりばから発車。
- 147系統：美原区役所前 - 広国神社前 - 菩提 - 大饗 - 初芝東 - 初芝駅前

約30分毎の運行で、小型車を使用する。当系統の全区間がららぽーと堺開業に伴い2022年11月5日に運行開始した堺営業所65系統と重複するものの、65系統が美原区役所前 - 初芝駅前間の途中停留所には停車しないのに対し、当系統は途中停留所にも停車し、途中の運行経路も異なる。なお、美原区役所前 - 広国神社前間は近鉄バス46番河内松原駅 - さつき野東系統と並行しているが、運賃は同調していない。
美原金岡線と同様に堺市の要請で2005年2月1日に開設された。2013年9月1日の金岡車庫廃止により東山営業所に移管された。
2020年3月1日の系統番号変更で47系統から147系統に変更された。

### 中もず・平尾線
中もず駅前・初芝駅前から大阪府道35号堺富田林線を東進して、美原区平尾付近を循環し、船戸下から同じルートで初芝駅前・中もず駅前に戻る路線。ただし153C・161C系統は平尾止まりとなっており、循環運行を行わず美原高校前には停車しない（バスの行先表示も153・161系統が「平尾」と表示しているのに対し、153C・161C系統は「平尾止」となっている）。また、2023年4月1日より追加で設定された153V系統、2025年6月30日より追加で設定された161V系統は循環運行区間において美原区役所前を経由する。
中もず駅前では北口1番のりば、初芝駅前では平尾方面が1番・中もず駅前行きが2番のりばから発車。
- 153系統：中もず駅前 → 金田新田 → 初芝駅前 → 北余部 → 農芸高校前 → 船戸下 → ＜循環：菅生口 → 平尾 → 美原高校前＞ → 船戸下 → 農芸高校前 → 北余部 → 初芝駅前 → 金田新田 → 中もず駅前
- 153V系統：中もず駅前 → 金田新田 → 初芝駅前 → 北余部 → 農芸高校前 → 船戸下 → ＜循環：菅生口 → 平尾 → 美原高校前 → 美原区役所前＞ → 船戸下 → 農芸高校前 → 北余部 → 初芝駅前 → 金田新田 → 中もず駅前
  - 2023年4月1日新設。循環運行区間において美原区役所前を経由する[34]。
- 161系統：中もず駅前 → 金田新田 → 初芝駅前 → 北余部 → 農芸高校前 → 船戸下 → ＜循環：菅生口 → 平尾 → 美原高校前＞ → 船戸下 → 農芸高校前 → 北余部 → 初芝駅前
- 161V系統：中もず駅前 → 金田新田 → 初芝駅前 → 北余部 → 農芸高校前 → 船戸下 → ＜循環：菅生口 → 平尾 → 美原高校前 → 美原区役所前＞ → 船戸下 → 農芸高校前 → 北余部 → 初芝駅前
  - 2025年6月30日新設。循環運行区間において美原区役所前を経由する。
- 153C系統：中もず駅前 → 金田新田 → 初芝駅前 → 北余部 → 農芸高校前 → 船戸下 → 菅生口 → 平尾
- 161C系統：初芝駅前 → 北余部 → 農芸高校前 → 船戸下 → 菅生口 → 平尾

初芝駅前以東では一定の本数があり、平日の10時台から13時台まで1時間に2本、14時台以降は1時間に3本、ラッシュ時は最大1時間あたり朝は5本、夕方は4本運行される。土休日は朝晩が1時間に3本、日中は1時間に2本運行される。なお、153C・161C系統は夜遅くに数本運行される。153V系統は堺営業所65系統を補完する形で設定されており、65系統の運行がない平日夜間のみの運行である。
一方中もず駅前 - 初芝駅前間では、平日晩を除き本数が少ない。平日の日中は約3 - 4時間間隔の運行。土休日は朝晩の約1時間間隔の運行のみで、日中の運行はない。そのため153C・161V系統を除き、初芝駅前始発便が存在する。
農芸高校前以東は近鉄バスと路線が重複する区間であり、農芸高校停留所近くの近鉄バス余部停留所（折返場）からは美原区役所東口経由の12、13番・河内松原駅前行に、終点の平尾停留所では近鉄バスの恵我之荘・河内松原駅前行きとさつき野・北野田・富田林方面に、美原高校前停留所では同じ場所にある近鉄バス平尾西停留所から国道309号経由の46番・河内松原駅前方面へ、それぞれ乗換が可能（ただし、両社のダイヤは接続を特に考慮していない）。近鉄バスと運賃を同調させており、近鉄バスの平尾道 - 余部では南海バスの対キロ区間制運賃が、南海バスの余部西口 - 平尾方面では近鉄バスの特殊区間制運賃が適用される。
元々は南海電鉄バス金岡営業所の路線で、このころは平尾を経て富田林駅前まで向かう便や、船戸下で分岐し金剛駅前へ向かう便も存在した。南海ウイングバス金岡に移管されたのち、2022年4月1日より南海ウイングバス金岡から南海バス東山営業所へ移管された。南海ウイングバス金岡により運行されていた時期は、同社の唯一の直営路線であった。
現在は平尾止の系統を除き、基本的に始発停留所に関わらず終着停留所によって系統番号が区別されているが、2020年までは基本的に始発停留所によって区別され、中もず駅前発が53系統、初芝駅前発が61系統であった（平尾止めの便のみ特53・特61系統として区別されていた）。

### 堺東・鳳線
2023年12月16日改正で一部の便が東山営業所担当となった。
- 1C系統：堺東駅前 → 大仙中町 → 塩穴通 → 緑ヶ丘

### 大阪初芝学園スクールバス
北野田駅前から大阪初芝学園狭山学舎（初芝立命館中学校）へ向かう。
- 182系統：北野田駅前 - 大阪初芝学園

## 車両
中型車が主力。
大型車は三菱エアロスター、中型車は日野レインボー・日野レインボーⅡ・いすゞエルガミオ、小型車は日野ポンチョが在籍